# 韩瑞生
韩瑞生DUBC（1916年4月16日—1983年10月14日），天主教圣名本笃，新加坡政治人物、建国元勋之一。作为执政的人民行动党 (PAP) 的成员，他在1970年至1983年期间代表该党当选为合乐区国会议员。1970年至1983年间长期担任新加坡财政部长，并在同一时期被任命为首任新加坡金融管理局的董事会主席。韩瑞生曾于1982年被英国杂志《欧洲货币》评为“世界年度财政部长”。